# Кушнер, Дэвид (певец)
Дэвид Алан Кушнер II (англ. David Alan Kushner II; род. 6 сентября 2000, Чикаго, Иллинойс, США), более известный как Дэвид Кушнер (англ. David Kushner) — американский певец, автор-исполнитель и гитарист. Его песня «Miserable Man», выпущенная в 2022 году, стала вирусной в TikTok и достигла 11-й и 19-й строчек в чартах Норвегии и Ирландии соответственно, также попав в топ-40 в Австралии, Новой Зеландии и Великобритании. Вместе с песней «Mr. Forgettable» она вошла в первый мини-альбом Footprints I Found (2022). 14 апреля 2023 года выпустил песню «Daylight», которая также обрела огромную популярность в TikTok;  позже она вошла в его дебютный альбом The Dichotomy (2024).

## Биография
Дэвид Кушнер родился и вырос в пригороде Чикаго, штата Иллинойс. После окончания двенадцатого класса начал писать музыку со своим лучшим другом, живя во Флориде. Несмотря на самостоятельное обучение в музыкальной сфере, в январе 2022 года он выпустил песню «Miserable Man», которая позже стала вирусной в TikTok. Песня заняла 11-ю строчку в чарте Норвегии и 19-ю строчку в чарте Ирландии, а также попала в топ-40 в Австралии, Новой Зеландии и Великобритании.
Вместе с песней «Mr. Forgettable», которая также привлекла большое внимание в TikTok за счёт её написания с точки зрения человека с болезнью Альцгеймера, «Miserable Man» вошла в его дебютный мини-альбом Footprints I Found, вышедший 16 сентября 2022 года. Кушнер за год смог набрать 556 миллионов прослушиваний своей музыки, а также в конце года отправиться в турне с Lauv.
14 апреля 2023 года выпустил песню «Daylight». В TikTok для сопровождения своего нового релиза Кушнер создал тренд «You look happier; what happened» (с англ. — «Ты выглядишь счастливым; что случилось»), который позже обрёл популярность. Её цель заключалась в том, что люди публиковали фотографии, на которых они выглядят счастливыми, а затем показывали своего партнёра, который является причиной их счастья.

## Личная жизнь
В данный момент певец живёт в Лос-Анджелесе, Калифорния.
Дэвид Кушнер является христианином, причём вера влияет на его творчество:

Моя вера в Бога являлась основой моей жизни. Если быть честным, иногда мне бывает нелегко, но я понял, что это нормально. (...) Я не особо обращаю внимание на критику. Я принимаю свою веру и пишу музыку, которая, как я думаю, найдёт отклик у людей.
Оригинальный текст (англ.)My faith in God has been a foundational thing in my life. Although sometimes things can get challenging if I’m being completely honest, I have learned that it’s okay. (...) I don’t really get caught up with any scrutiny. I embrace my faith and write music that I think will speak to people.
— Дэвид Кушнер в интервью журналу Paper
С 2024 года женат на Устинье Кушнер, с которой он снимал видео в TikTok для популяризации «Daylight». 

## Дискография

### Студийные альбомы
| Название      | Детали                                                                                              | Позиции в чартах | Позиции в чартах | Позиции в чартах | Позиции в чартах | Позиции в чартах | Позиции в чартах | Сертификация   |
| Название      | Детали                                                                                              | US               | AUT              | BEL (FL)         | LTU              | NLD              | NOR              | Сертификация   |
| ------------- | --------------------------------------------------------------------------------------------------- | ---------------- | ---------------- | ---------------- | ---------------- | ---------------- | ---------------- | -------------- |
| The Dichotomy | - Выпущен: 30 августа 2024 года - Лейбл: Miserable Music Group - Формат: Загрузка, стриминг, CD, LP | 146              | 72               | 97               | 97               | 74               | 22               | Канада: Золото |

### Мини-альбомы
| Название           | Детали                                                                                           | Позиции в чартах | Позиции в чартах | Позиции в чартах |
| Название           | Детали                                                                                           | BEL (FL)         | LTU              | SWI              |
| ------------------ | ------------------------------------------------------------------------------------------------ | ---------------- | ---------------- | ---------------- |
| Footprints I Found | - Выпущен: 16 сентября 2022 года - Лейбл: Самостоятельный релиз - Формат: Загрузка, стриминг, LP | 114              | 68               | 93               |
| 20 Years from Now  | - Выпущен: 14 февраля 2025 года - Лейбл: Miserable Music Group - Формат: Загрузка, стриминг      | —                | —                | —                |

### Синглы
| Название                                                                            | Год  | Высшая позиция в чартах | Высшая позиция в чартах | Высшая позиция в чартах | Высшая позиция в чартах | Высшая позиция в чартах | Высшая позиция в чартах | Высшая позиция в чартах | Высшая позиция в чартах | Высшая позиция в чартах | Высшая позиция в чартах | Сертификации | Альбом             |
| Название                                                                            | Год  | US                      | AUS                     | CAN                     | IRL                     | NLD                     | NOR                     | NZ                      | SWI                     | UK                      | WW                      | Сертификации | Альбом             |
| ----------------------------------------------------------------------------------- | ---- | ----------------------- | ----------------------- | ----------------------- | ----------------------- | ----------------------- | ----------------------- | ----------------------- | ----------------------- | ----------------------- | ----------------------- | --- | ------------------ |
| «ILY»                                                                               | 2021 | —                       | —                       | —                       | —                       | —                       | —                       | —                       | —                       | —                       | —                       | | Неальбомные синглы |
| «To Let You Go»                                                                     | 2021 | —                       | —                       | —                       | —                       | —                       | —                       | —                       | —                       | —                       | —                       | | Неальбомные синглы |
| «Thank You»                                                                         | 2021 | —                       | —                       | —                       | —                       | —                       | —                       | —                       | —                       | —                       | —                       | | Неальбомные синглы |
| «Love You From Far Away»                                                            | 2021 | —                       | —                       | —                       | —                       | —                       | —                       | —                       | —                       | —                       | —                       | | Неальбомные синглы |
| «Miserable Man»                                                                     | 2022 | —                       | 36                      | 68                      | 19                      | 57                      | 11                      | 31                      | 46                      | 39                      | 149                     | - RIAA: Золото - ARIA: Золото - BPI: Серебро - MC: Золото - RMNZ: Золото                                                    | Footprints I Found |
| «Mr. Forgettable»                                                                   | 2022 | —                       | —                       | —                       | 43                      | —                       | —                       | —                       | —                       | 73                      | —                       | - RIAA: Золото - ARIA: Золото - BPI: Серебро - MC: Платина - RMNZ: Золото                                                   | Footprints I Found |
| «Burn»                                                                              | 2022 | —                       | —                       | —                       | —                       | —                       | —                       | —                       | —                       | —                       | —                       | | Footprints I Found |
| «Elk Grove»                                                                         | 2023 | —                       | —                       | —                       | —                       | —                       | —                       | —                       | —                       | —                       | —                       | | Неальбомный сингл  |
| «Daylight»                                                                          | 2023 | 33                      | 4                       | 6                       | 2                       | 1                       | 2                       | 1                       | 1                       | 2                       | 11                      | - RIAA: 3× Платина - ARIA: 3× Платина - BPI: Платина - IFPI SWI: Платина - MC: 6× Платина - NVPI: Золото - RMNZ: 2× Платина | The Dichotomy      |
| «Dead Man»                                                                          | 2023 | —                       | —                       | —                       | —                       | —                       | —                       | —                       | —                       | —                       | —                       | | The Dichotomy      |
| «Skin and Bones»                                                                    | 2024 | 70                      | 84                      | 28                      | 40                      | —                       | 19                      | —                       | 22                      | 36                      | 76                      | - MC: Золото | The Dichotomy      |
| «In My Bones» (совместно с Lost Frequencies)                                        | 2024 | —                       | —                       | —                       | —                       | —                       | —                       | —                       | —                       | —                       | —                       | - BEA: Золото | Неальбомный сингл  |
| «Hero»                                                                              | 2024 | —                       | —                       | —                       | —                       | —                       | —                       | —                       | —                       | —                       | —                       | | The Dichotomy      |
| «Humankind»                                                                         | 2024 | —                       | —                       | —                       | —                       | —                       | —                       | —                       | —                       | —                       | —                       | | The Dichotomy      |
| «Empty Bench»                                                                       | 2024 | —                       | —                       | —                       | —                       | —                       | —                       | —                       | —                       | —                       | —                       | | 20 Years from Now  |
| «Breathe In, Breathe Out»                                                           | 2025 | —                       | —                       | —                       | —                       | —                       | —                       | —                       | —                       | —                       | —                       | | 20 Years from Now  |
| Знак «—» обозначает, что песня не попала в чарт или не была издана в данной стране. |      |                         |                         |                         |                         |                         |                         |                         |                         |                         |                         | |                    |

## Комментарии
1. ↑  «Miserable Man» не попал в Billboard 100, но знаял 23-е место в Billboard Under Hot 100[36].
2. ↑  «Dead Man» не попал в NZ Top 40 Singles Chart, но занял 26-е место в NZ Hot Singles Chart[47].
3. ↑  «Skin and Bones» не попал в Dutch Single Top 100, но занял 7-е место в чарте Single Tip[49].
4. ↑  «Skin and Bones» не попал в NZ Top 40 Singles Chart, но занял 2-е место в NZ Hot Singles Chart[50].